# Кедровский, Владимир Иванович
Владимир Иванович Кедровский (13 августа 1890, Херсон — 13 марта 1970, Метачен, США) — государственный и политический деятель, публицист, Офицер армий Российской империи и УНР. Глава Государственной Инспекции войск Армии УНР. Член Украинской Центральной рады.

## Биография
Родился в семье херсонских землевладельцев. Получил домашнее образование. Окончил Херсонское реальное училище, которое специализировалось на военно-морской архитектуре, позже продолжил обучение в мореходном школе, однако моряком не стал.
После окончания Одесского (Новороссийского) императорского университета получил специальность в области статистики и экономики. Со времен студенчества состоял в рядах Украинской партии социалистов-революционеров.
С 1911 года до 19 июля 1914 года работал в Херсонском земстве.
Принимал участие в Первой мировой войне.
На II Всеукраинском военном съезде в июне 1917 года избран членом и заместителем председателя Украинского генерального военного комитета.
С 1917 года — член Украинской Центральной рады. 1 сентября 1917 года был назначен заместителем Генерального секретаря военных дел.
С 1 апреля 1918 по 15 октября 1918 возглавлял статистическое бюро и отдел образования и библиотек в Херсонской земской управе. В 1919 году исполнял обязанности главного государственного инспектора Армии УНР, позже работал послом Украины в Латвии, Литве, Эстонии и Финляндии.
В 1920 году эмигрировал в Австрию в Баден. Там занимает пост президента Украинской лиги национальных организаций, избирался вице-президентом Ассоциации украинских журналистов в Европе.
В декабре 1923 года переехал в США. С 1923 по 1933 годы работал соредактором газеты «Свобода». В 1955—1963 годы — шеф украинского отдела радиостанции «Голос Америки» в Вашингтоне. Вскоре вышел на пенсию и сосредоточился на написании воспоминании, в 1966 году издал две книги «Очертания прошлого» и «1917-й год».
Умер в 1970 году в городе Метачен (штат Нью-Джерси), и похоронен в Саут-Баунд-Брук.